# Oh Han-kyul
Oh Han-kyul (Hangul= 오한결; 1 de junio de 2010) es un actor infantil surcoreano.

## Carrera
Es miembro de la agencia T1 Entertainment (티원 엔터테인먼트).
Es septiembre de 2018 se unió al elenco recurrente de la serie Terius Behind Me donde interpretó a Kim Seung-gi, el hijo de Kim Sang-ryeol (Kang Ki-young).
En noviembre del mismo año se unió al elenco recurrente de la serie The Last Empress donde dio vida a Na Dong-sik, el hijo de Min Yoo-ra (Lee Elijah).
En febrero de 2019 se unió al elenco recurrente de la seire Trap donde interpretó a Kang Si-woo, el hijo del exitoso presentador Kang Woo-hyun (Lee Seo-jin).
Ese mismo año se unió al elenco recurrente de la serie Crash Landing on You donde dio vida a Jeong Woo-pil, el hijo del soldado Jeong Man-bok (Kim Young-min).

## Filmografía

### Series de televisión
| Año     | Título                                | Personaje                  | Notas              | Ref.  |
| ------- | ------------------------------------- | -------------------------- | ------------------ | ----- |
| 2016    | My Little Baby                        | Chan Yul (찬율)            |                    |       |
| 2017    | Suspicious Partner                    | Noh Ji-wook (de pequeño)   | 2 episodios        |       |
| 2017    | Two Cops                              | Jo Joon-soo                |                    |       |
| 2018    | Live                                  | Yeom Sang-soo (de pequeño) | ep. 2              |       |
| 2018    | Grand Prince                          | a Lee Yoon                 | ep. 20             |       |
| 2018    | Are You Human Too?                    | Nam Shin I (de pequeño)    | 2 episodios        |       |
| 2018    | Life on Mars                          | Kim Min-seok (1988)        | ep. 6              |       |
| 2018    | Terius Behind Me                      | Kim Seung-gi               |                    |       |
| 2018-19 | The Last Empress                      | Na Dong-sik                | 8 episodios        |       |
| 2019    | Drama Special Season 10 - "Wreck Car" | Jeong Tae-goo (de joven)   | 1 episodio         |       |
| 2019    | Trap                                  | Kang Si-woo                | 2 episodios        |       |
| 2019    | Crash Landing on You                  | Jeong Woo-pil              | 10 episodios       |       |
| 2020    | Awaken                                | Do Jung-woo (de joven)     |                    |       |
| 2021    | L.U.C.A.: The Beginning               | Ji-oh (de joven)           | 2 episodios        |       |
| 2021    | Voice 4                               | Dong Bang-min (de joven)   | 2 episodios        |       |
| 2021    | Moonshine                             | Lee Pyo (de joven)         | 2 episodios        |       |
| 2022    | Joseon Psychiatrist Yoo Se-poong      | Seok-cheol                 | Aparición especial | [ 4 ] |
| 2024    | Beauty and Mr. Romantic               | Park Do-sik de niño        |                    |       |
| 2024    | The Judge from Hell                   | Yoo Min-jun                |                    |       |

### Películas
| Año  | Título               | Personaje    | Notas |
| ---- | -------------------- | ------------ | ----- |
| 2019 | Trap: Director's Cut | Gang Shi-woo |       |